# Rễ gió
Rễ gió hay sơn dịch vặn (danh pháp: Aristolochia contorta) là một loài thực vật có hoa trong họ Aristolochiaceae. Loài này được Bunge miêu tả khoa học đầu tiên năm 1833.